# 滋賀観光バス
滋賀観光バス株式会社（しがかんこうバス）は、滋賀県甲賀市に本社を置く観光バス事業者。滋賀交通グループ。
1989年（平成元年）に滋賀交通より観光バス部門を分社化して発足。滋賀県の他に京都、大阪、三重に営業所を置く。なお、この他に滋賀交通グループ内の観光バス事業者として名古屋滋賀交通（名古屋市）、東京滋賀交通（東京都）、敦賀観光バス（福井県）がある。
バス車両は三菱ふそう社製を核とする。
- 本社所在地：滋賀県甲賀市甲南町寺庄395-2[1]
- 営業所：13ヶ所[2]